# 吸入型糖皮质激素
吸入型糖皮质激素（inhaled glucocorticosteroid，ICS），主要用于吸入的糖皮质激素，简称为“吸入激素”。由于目前主流的ICS采用的是布地奈德等局部不吸收，或者吸收后迅速在肝脏灭活以致于全身作用微弱的品种，因此也称为“表面激素”。

## 药理学
- 关闭若干与炎症过程有关的蛋白质的转录。其分子机制主要是激活组蛋白去乙酰化酶-2（histone deacetylase-2）；此外，还包括抑制NF-κB、AP-1等转录因子。最终，减少了气道炎症细胞的数量及其活化。
- 激活抗炎基因的表达，包括MAP激酶磷酸酶-1、β2受体等。由于ICS逆转了β受体下调，与β2激动药合用有协同作用。
- 对吸入过敏原的研究显示，ICS主要抑制迟发型哮喘反应。
- 不同品种的ICS的剂量-效应关系尚未完全确认，而且，与给药装置也有关系，因此下表所列的等价关系仅供参考，最好翻阅产品的说明书。

| 药名      | 低剂量（μg/d） | 中等剂量（μg/d） | 高剂量（μg/d）① |
| --------- | -------------- | ---------------- | --------------- |
| 布地奈德② | 200～400       | 400+～800        | 800+～1600      |
| 氟替卡松  | 100～250       | 250+～500        | 500+～1000      |
| 倍氯米松  | 200～500       | 500+～1000       | 1000+～2000     |
| 环索奈德③ | 80～160        | 160+～320        | 320+～1280      |
| 氟尼缩松④ | 500～1000      | 1000+～2000      | ＞2000          |
| 莫米松⑤   | 200            | 400～800-        | ≥800            |

备注：①最高推荐剂量的界定标准仍有待统一，需要注意的是，当患者需要长期使用高剂量时，应重新评估维持治疗方案是否合理，应注意全身副作用的风险增加，并考虑采用联合应用多种控制发作药。
②按照习惯，通常以布地奈德为标准表示ICS的效力。
③中华人民共和国食品与药品监督管理局批准的最高剂量是160μg Qd。
④中华人民共和国食品与药品监督管理局批准的最高剂量是2000μg/d。
⑤中华人民共和国食品与药品监督管理局批准的最高剂量是400μg Bid。

## 临床应用

### 控制哮喘发作
- 对各个年龄段和各种程度的哮喘患者均有益处。
- 减少急性发作的次数和程度，但对终止急性发作没有特殊好处。
- 对症状的改善较为迅速，肺功能的改善则需要数天时间，而降低气道高反应性的最大效应出现在用药数月之后。
- 尽早开始ICS治疗，有助于避免气道的不可逆改变。
- 改善生活质量，降低死亡率。
- 无法根治哮喘，停药并无反跳，但在数周至数月病情逐渐恶化。

## 副作用

### 局部副作用
包括口咽部假丝酵母菌病、声嘶、因呼吸道激惹导致的咳嗽等。减少副作用的方法：
- 定量气雾剂（MDI）装置上加用储雾器（spacer）。
- 采用减少口腔沉积的新型吸入装置。
- 吸入后及时漱口可减少口咽部假丝酵母菌病的发生。
- 使用前体药（进入肺部后才活化为活性形式），可减少口咽部假丝酵母菌病的发生。

### 全身副作用
ICS可在肺部吸收，沉积于口咽部的部分可能被咽下，并在消化道吸收。全身副作用的大小取决于气道给药装置的性能、透过上皮的能力、首过效应、进入全身后的半衰期以及生物活性等因素。目前的研究表明，对成年患者，400μg/d的布地奈德或等效剂量的其它ICS全身副作用并不明显；多项对比研究提示，在相同的等效剂量下，布地奈德、氟替卡松、环索奈德的全身副作用较小。
完全确定ICS的全身副作用有时比较困难，因为只有在大剂量长期应用时才可能出现相对明显的全身副作用。而大剂量长期应用ICS的哮喘患者可能常常合并口服糖皮质激素，因此，很难界定哪些全身副作用是ICS造成的。目前已知的ICS的全身副作用包括容易出现瘀斑（因为皮下组织变薄）、肾上腺皮质功能抑制、骨密度降低。虽然骨密度有降低，但并未显著增加骨折的风险。尚无证据明确证明ICS会影响儿童生长发育。有报道ICS可能增加白内障、青光眼风险，但仍需更多研究资料证实。目前并无资料证明ICS增加肺部感染的几率，包括肺结核；而且，活动性肺结核不是ICS的禁忌症。
ICS有效地控制了哮喘，反而减少了全身应用皮质激素的次数，总体来说，对患者更有利。